# Herbert Westermark
Johan Herbert Westermark (ur. 30 sierpnia 1891 w Sztokholmie, zm. 29 października 1981 tamże) – szwedzki lekarz i żeglarz, olimpijczyk, zdobywca srebrnego medalu w regatach na Letnich Igrzyskach Olimpijskich w 1912 roku w Sztokholmie.
Na Letnich Igrzyskach Olimpijskich 1912 zdobył srebro w żeglarskiej klasie 8 metrów. Załogę jachtu Sans Atout tworzyli również jego brat Nils, Alvar Thiel, Bengt Heyman i Emil Henriques.